# Seznam skladatelů vážné hudby, I
Seznam skladatelů vážné hudby podle abecedy:
A – B –
C – Č –
D – E – 
F – G –
H – Ch –
I – J –
K – L –
M – N –
O – P –
Q – R –
Ř – S –
Š – T –
U – V –
W – X –
Y – Z –
Ž

## I
- Anthony Iannaccone (1943)
- Federico Ibarra (1946)
- Jacques Ibert (1890–1962)
- Gunnar Idenstam (1961)
- Akira Ifukube (1914–2006)
- Hector Iglesias Villoud (1913–1988)
- Toši Ičijanagi (1933)
- Šiničiró Ikebe (1943)
- Arshak Ikilikian (1948)
- Lauri Ikonen (1888–1966)
- Bojan Georgijev Ikonomov (1900–1973)
- Stefan Ikonomov (1937–1994)
- Konstantin Ilijev (1924–1988)
- Alexander Alexandrovič Iljinskij (1859–1920)
- Evžen Illín (1924–1985)
- Andrew Imbrie (1921–2007)
- Martin Imholz (1961)
- Kamran Ince (1960)
- Antonio Incerto (1584–1602)
- Vincent d' Indy (1851–1931)
- Wilfred d' Indy (1821–1891)
- Fernando de las Infantas (1534–1610)
- Manuel Infante (1883–1958)
- Marc'Antonio Ingegneri (1536–1592)
- Désiré-Émile Inghelbrecht (1880–1965)
- William Inglott (1554–1621)
- Atli Ingolfsson (1962)
- Giacomo Insanguine (1728–1795)
- José Inzenga y Castellanos (1828–1891)
- Benjamin Ipaver (1829–1909)
- Michail Michajlovič Ippolitov-Ivanov (1859–1935)
- Sebastian de Iradier (1809–1865)
- Gabriel Iranyi (1946)
- John Ireland (1879–1962)
- Ludvig Irgens-Jensen (1894–1969)
- Joširó Irino (1921–1980)
- J. Scott Irvine (1953)
- Ernest Irving (1878–1953)
- Heinrich Isaac (1455–1517)
- Andres Isasi (1890–1940)
- Kan Išii (1921)
- Maki Išii (1936–2003)
- Mareo Išiketa (1916–1996)
- Sigurd Islandsmoen (1881–1964)
- Pall Isolfsson (1893–1974)
- Nicolas Isouard (1773–1818)
- Brian Israel (1951–1986)
- Benedek Istvanffy (1733–1778)
- Miloslav Ištván (1928–1990)
- Rjúta Itó (1922)
- Jasuhide Itó (1960)
- Michail Michajlovič Ivanov (1849–1927)
- Michail Vladimírovič Ivanov-Boreckij (1874–1936)
- Jovan Ivanovič (1845–1902)
- Marko Ivanović (1976)
- Jänis Ivanovs (1906–1983)
- Amandus Ivančič (1727–1762)
- Charles Ives (1874–1954)
- Richard d' Ivry (1829–1903)
- Jorg Iwer (1957)
- Adina Izarra (1959)